# Zygfryd de Löwe
Zygfryd de Löwe – bohater negatywny Krzyżaków Henryka Sienkiewicza, rycerz zakonny, komtur ze Szczytna. 

## Charakterystyka
Był bardzo zżyty z Rotgierem, zastępował mu ojca. Wraz z Rotgierem, Gotfrydem i Danveldem uknuł spisek o porwaniu Danusi. Po śmierci Rotgiera, który zginął w pojedynku ze Zbyszkiem, okaleczył pojmanego Juranda ze Spychowa. Nakazał wypalić mu drugie oko, uciąć język i odciąć prawą dłoń. Odciętą dłoń złożył potem w trumnie Rotgiera mówiąc: Ucieszę Cię synku, gdziekolwiek jesteś. Uczyniłem więcej niżeśmy uradzili, Jurand zginie jak pies pod płotem. Tak... twój zabójca jeszcze żyw, ale ja go dosięgnę... I gorszą śmierć od samej męki mu zadam. Był bardziej okrutny niż reszta zakonników.
Maćko z Bogdańca wraz ze Zbyszkiem z Bogdańca odbili Danuśkę z rąk Zygfryda, a jego samego wzięli do niewoli. Mając złoczyńcę, postanowili posłać go wraz z Hlawą do Juranda, by ten uczynił z nim, co zechce. Jurand jednak puścił go z życiem. Targany wyrzutami sumienia Zygfryd po przekroczeniu granicy państwa krzyżackiego powiesił się.

## W filmie
W filmie w reżyserii Aleksandra Forda rolę Zygfryda grał Henryk Borowski, natomiast w rock operze w jego postać wcielił się Jan Janga-Tomaszewski.